# Ett lysande namn
Ett lysande namn var en svensk nättidskrift för nyskriven lyrik och prosa, grundad år 2006. Numren orienterade sig ofta kring ett specifikt tema. Texterna skrevs av såväl etablerade som debuterande författare.[källa behövs] 2011 blev tidskriften utsedd till Årets kulturtidskrift.